# Santa Luciella a San Biagio dei Librai (Nápoly)
A Santa Luciella a San Biagio dei Librai templom Nápoly történelmi központjában.

## Története
A templom történetéről nem sokat tudni. Egyes történészek szerint a 11. században épülhetett. 1724-ben jelentősen átépítették, barokkosították. A közelben tevékenykedő kőfaragók temploma volt. A 19. század második felében restaurálták utoljára. Megromlott állapota miatt nem látogatható. Közepes méretű, egyhajós templom. Homlokzatának fő jellegzetessége egy gótikus ablakkeret valamint a bejárat feletti faragott lunetta. A hátsó bejárata fölött épült meg kis harangtartója.